# モデル・エンジニア・マガジン
モデル・エンジニア・マガジン (Model Engineer Magazine)は1898年、編集者を50年以上務めたPercival Marshallによってイギリスで最初に出版された趣味としてのモデル・エンジニアリングを支援する雑誌である。現在はMagicalia社から出版されている。
模型製作(しばしば作業を伴う)と実験技術、金属加工を主題として扱う雑誌は新しい趣味の台頭により存続の危機に瀕している。本職の技術者や機械工や作動する機械を製作することに興味のある方にアピールする。
これは、プロのエンジニアに魅力的、機械と人の作業の仕組みをつくることに興味臨時雇いのクラスの壁を超越。
雑誌は多くの特筆すべき寄稿によって成り立っているが、中でもLBSC(Lillian Lawrence) AKA 'Curly'氏が戦時中から1960年代までの間に設計は単純でありながら実感的な多くの小型の模型蒸気機関車を生み出した。大部分はモデルエンジニアから出版され、人が抱える事の出来る機関車を製作することで一人前の家庭機械工に成長させた。他の特筆すべき製作者にはヘンリー・グリーンリーHenry Greenly氏やEdgar T. Westbury氏や最も特筆すべき編集者であるMartin Evans氏も含まれる。
モデルエンジニア誌は長年、見本市会場であるオリンピア・ロンドンでモデル・エンジニア・エキシビジョンを主催している。エキシビジョンは雑誌同様に由緒があり、趣味の最高峰の展示が行われる。
隔週刊の記事の扱う範囲は技術と工具から模型の題材の実物の構造まで多岐にわたる。

## 関連分野
- バセット・ローク
- ライブスチーム